# Jean Canchumanta
Jean Carlos Ivan Canchumanta Arellano (ur. 8 maja 1987) – peruwiański zapaśnik walczący w stylu klasycznym. Ósmy na mistrzostwach panamerykańskich w 2013. Mistrz Ameryki Południowej w 2009 roku. Brązowy medal na igrzyskach boliwaryjskich w 2009 roku.